# Meriones libycus
Meriones libycus је врста глодара из породице мишева и потпородице гербила (лат. Gerbillinae). 

## Распрострањење
Врста је присутна у Азербејџану, Алжиру, Авганистану, Египту, Западној Сахари, Ираку, Ирану, Јордану, Казахстану, Катару, Кини, Кувајту, Либији, Мароку, Мауританији, Пакистану, Саудијској Арабији, Сирији, Таџикистану, Тунису, Туркменистану, Турској и Узбекистану.

## Станиште
Врста Meriones libycus има станиште на копну.

## Угроженост
Ова врста није угрожена, и наведена је као последња брига јер има широко распрострањење.

### Популациони тренд
Популација ове врсте је стабилна, судећи по доступним подацима.